# Kletnik
Kletnik (niem. Klettnig (1830)) – część wsi Konradów w Polsce, położona w województwie opolskim, w powiecie nyskim, w gminie Głuchołazy.
W latach 1975–1998 Kletnik administracyjnie należał do ówczesnego województwa opolskiego.